# Henrik Christian Behrmann
Henrik Christian Behrmann (25. marts 1806 i København – 11. november 1850 på Gottorp Lazaret) var en dansk jurist, officer og historisk forfatter.
Han var søn af skolemanden Hans Heinrich Behrmann og Catharine Munch, blev 1824 student (privat dimitteret) og samme år rekrut ved Kongens Livkorps. Behrmann blev 1829 underofficer ved 5. Kompani og samme år kommandersergent ved samme. 1831 blev han cand.jur. og fik 1834 afsked som sekondløjtnant i Livkorpset. Samme år modtog han Københavns Universitets guldmedalje for en historisk prisopgave. Han var 1848-50 konstitueret regnskabsfører (indendant) ved 2. Reservebataljon og omkom 1850 i Treårskrigen. Han var ugift.